# جون غراي (سياسي)
جون غراي (بالإنجليزية: John Gray)‏ هو سياسي أمريكي، ولد في 5 أغسطس 1877 في مقاطعة هينيبين في الولايات المتحدة، وتوفي في 17 يوليو 1952 في داكوتا الشمالية في الولايات المتحدة. انتخب North Dakota Tax Commissioner ‏ (1939 – 1952) وانتخب North Dakota State Treasurer ‏ (1935 – 1938).